# Mamadou Diakité (football)
Pour les articles homonymes, voir Mamadou Diakité et Diakité.
Mamadou Diakité, né le 22 mai 1985 à Rosny-sous-Bois, est un footballeur international malien évoluant au poste de milieu de terrain.
Depuis la fin de sa carrière, Mamadou s’est reconverti en tant que conférencier, thérapeute et préparateur mental. Il intervient dans les domaines de la psychologie et de la santé mentale, notamment dans le sport.

## Carrière
Formé au Stade Malherbe de Caen à partir de l’âge de 15 ans, Mamadou Diakité rejoint ensuite le FC Metz, où il est repéré par Francis De Taddeo et signe un contrat de stagiaire professionnel. En 2003, il est sélectionné avec les moins de 20 ans du Mali pour participer à la Coupe du monde U20 organisée aux Émirats arabes unis.
À l’issue de sa formation, il s’engage avec le Vitória Setúbal, au Portugal, pour un contrat professionnel de cinq ans. L’expérience est écourtée après six mois en raison de graves difficultés financières rencontrées par le club.
De retour au FC Metz, alors que le club vient d’être relégué en Ligue 2, il dispute son premier match en Ligue 1 sous l’ère de Joël Muller. Il s’impose progressivement dans le groupe professionnel et, lors de la saison 2006–2007, il retrouve son ancien formateur Francis De Taddeo, désormais entraîneur de l’équipe première. Ensemble, ils remportent le championnat de Ligue 2, permettant au FC Metz de retrouver l’élite du football français,.
En 2008, il rejoint le Royal Excelsior Mouscron en Belgique, mais le club est contraint de déposer le bilan fin 2009.
En 2010, il signe au Al Ahli Club,, au Qatar. Après une saison dans le Golfe, il prend une année de recul avant de s’engager en 2011 avec le Honvéd Budapest, en première division hongroise, où il dispute les tours préliminaires de la Coupe de l’UEFA.
En 2012, il rejoint le FC Crotone, en Serie B italienne. À la suite de blessures à répétition, il met un terme à sa carrière professionnelle en 2013.
Il honore sa première sélection en équipe nationale du Mali en 2009.

## Clubs
- 2004-2005 : FC Metz B  France
- 2005-décembre 2006 : Vitória Setubal  Portugal
- Janvier 2006-2008 : FC Metz  France
- 2008-décembre 2009 : Royal Excelsior Mouscron  Belgique
- 2010-2011 : Al Ahli SC  Qatar
- 2012-2013 : Honved Budapest  Hongrie
- 2013-2014 : FC Crotone  Italie

## Palmarès
- Finaliste de la Coupe du Portugal en 2006 avec le Vitória Setubal.
- Champion de France de Ligue 2 en 2007 avec le FC Metz.